# 巴黎春天

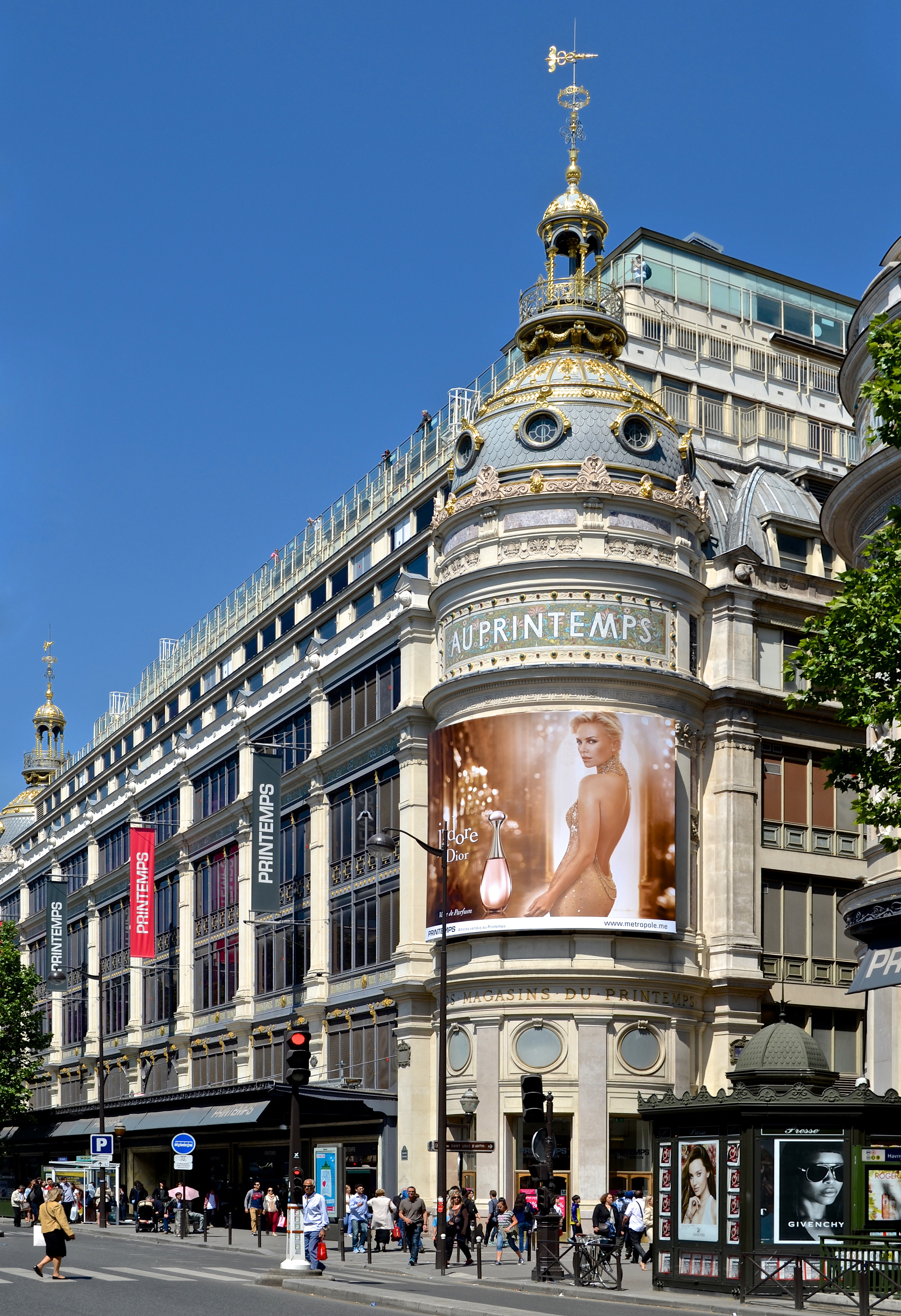
位於奧斯曼大道上的春天百貨

巴黎春天（Printemps），或譯春天百貨，是一間法國的連鎖百貨公司。

## 法國
- 春天百貨旗艦店位於法國巴黎第九區的奧斯曼大道上，鄰近許多知名的百貨商店，例如巴黎老佛爺百貨公司。
- 除了位於巴黎的春天百貨旗艦店外，在巴黎市內與法國境內都有春天百貨的分店。

## 海外
海外發展的狀況並不十分順利，該連鎖集團目前主要的獲利還是以法國境內為主。

### 歐洲
- 位於西南歐的安道爾設有分店。

### 亞洲
- 沙烏地阿拉伯吉達。
- 日本東京的銀座。
- 位於南韓漢城的春天百貨分店，已於1988年結束營業。
- 在台灣，曾與德杰企業集團合資成立明德春天百貨，位於台北忠孝東路五段；但在2002年轉手為中興百貨信義店，並於2004年結束營業。
- 在中國大陸，曾在1998年成立合資企業中國春天百貨，2013年由王府井百货透過控股公司「王府井國際」收購。

### 美洲
- 唯一位於北美洲的分店，是經官方授權，於1987年成立於柯羅拉多州丹佛市的百老匯廣場購物中心，目前也已結束營業。（現址為 Quest Diagnostic 辦公室）

## 歷史

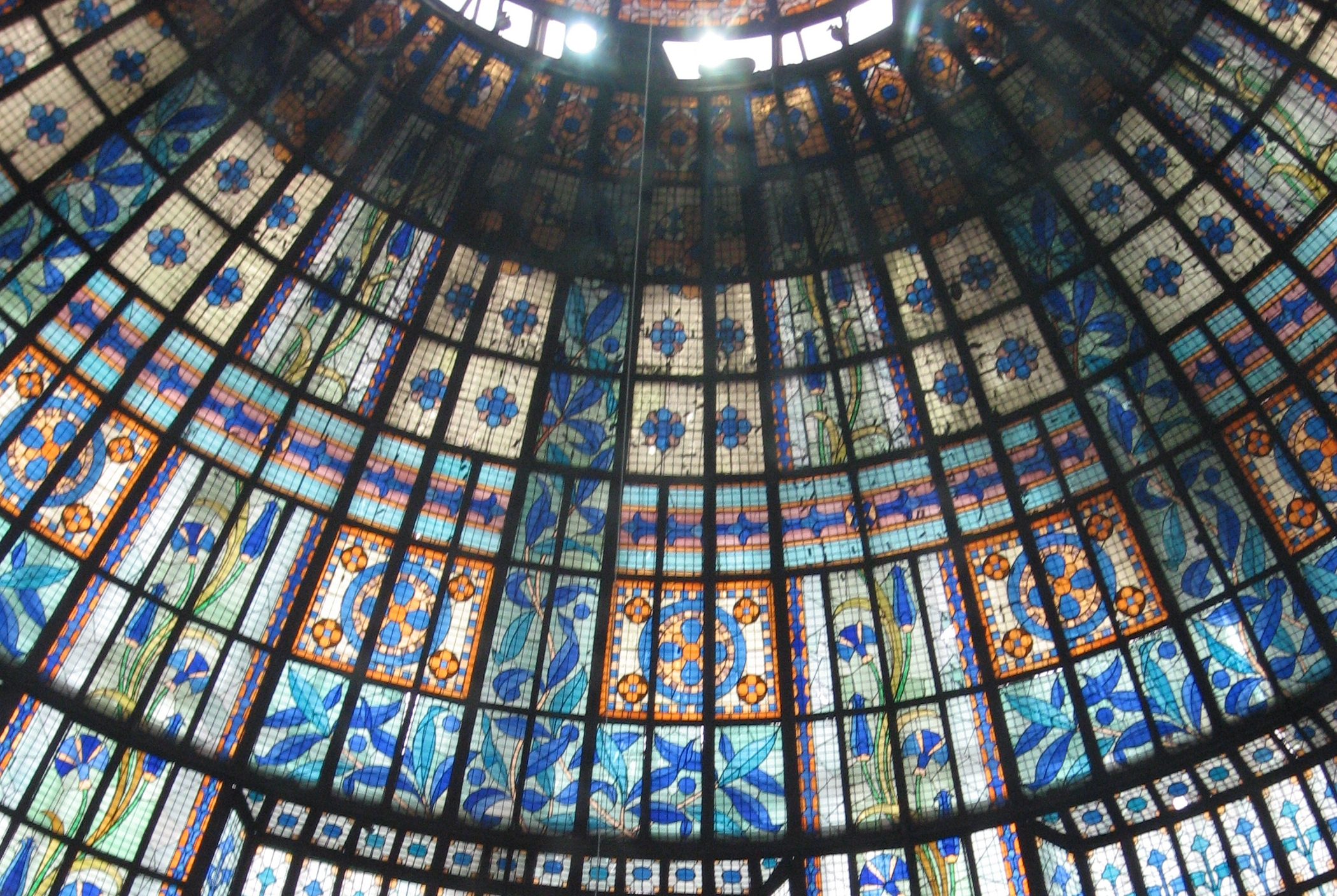
在奧斯曼大道上的春天百貨，其茶館上方著名的玻璃圓頂之局部照片

春天百貨最早是由朱爾·賈婁索於1865年成立於巴黎，建築是出自朱爾·賽迪耶的設計，並於1883年，由保羅·賽迪耶改建至今日的外形。而位於建築物正面的「四季」雕像，則是出自於亨利·查普之手。
由於經營不善的緣故，葛斯塔·拉奎尼於1900年接手經春天百貨的經營權。同時在二十世紀初，春天百貨的建築也在雷·彭尼建築師的設計下，以新型態藝術的風格沿著奧斯曼大街擴充。然而於1920年代，建築物遭到焚毀，內部裝潢也經過重建。
在奧斯曼大街旗艦店的一個主要特色，是其位於主餐廳上方，於1923年重建時加入的彩色玻璃圓頂。而在1939年，玻璃圓頂為了避免被炸彈空襲毀損，拆解存放在巴黎近郊克利希。直到1973年才由原設計者的孫子，依著其家族保存的復原計畫，重新裝回了該圓頂。於1975年，該建築的立面與圓頂登記為歷史紀念建築。
春天百貨於1991－2006年期間隸屬於巴黎春天集團（PPR），其為古馳集團與 法雅客的母公司。2006年，PPR把春天百貨售予意大利的Borletti集團。至2013年，春天百貨再由一家卡塔尔投資基金Divine Investments SA所收购。

## 外部連結
- （英文） 官方網站 內容以旗艦店為主。
- （法文） 春天百貨集團 包含各分店的相關資訊。